# Orthophytum burle-marxii
Orthophytum burle-marxii är en gräsväxtart som beskrevs av Lyman Bradford Smith och Robert William Read. Orthophytum burle-marxii ingår i släktet Orthophytum och familjen Bromeliaceae. Inga underarter finns listade i Catalogue of Life.